# Saint-Rémy-en-Mauges
Saint-Rémy-en-Mauges korábbi község Franciaország Loire mente régiójában, Maine-et-Loire megyében. 2015. december 15-én tíz másik korábbi községgel egyesült és Montrevault-sur-Èvre új község része lett.
Lakosainak száma 1371 fő (2018. január 1.). Saint-Rémy-en-Mauges La Boissière-sur-Èvre, Le Fief-Sauvin, Le Fuilet, Le Puiset-Doré és Saint-Pierre-Montlimart községekkel határos.

## Népesség
A település népessége az elmúlt években az alábbi módon változott:
| Lakosok száma | 1153 | 1189 | 1297 | 1289 | 1219 | 1376 | 1466 | 1485 | 1419 | 1371 |
|               | 1962 | 1968 | 1982 | 1990 | 1999 | 2008 | 2011 | 2013 | 2017 | 2018 |